# Matt Solomon
Matthew „Matt” Solomon (ur. 19 lutego 1996) – hongkoński kierowca wyścigowy.

## Życiorys

### Formuła Renault
Solomon rozpoczął karierę w jednomiejscowych samochodach wyścigowych w 2013 roku od startów w Alpejskiej Formule Renault 2.0. Z dorobkiem dwóch punktów został sklasyfikowany na 27 miejscu w końcowej klasyfikacji kierowców. 

### Serie Azjatyckie
Również w 2013 roku Solomon startował w mistrzostwach Chińskiej Formuły Masters, gdzie czterokrotnie stawał na podium. Uzbierane 128 punktów dało mu piątą pozycję w klasyfikacji generalnej. Rok później w tychże mistrzostwach wystartował łącznie w osiemnastu wyścigach, w ciągu których dwunastokrotnie stawał na podium, w tym pięciokrotnie na jego najwyższym stopniu. Dorobek 187 punktó pozwolił mu zdobyć tytuł wicemistrza serii. 
W tym samym roku, 2014, Hongkończyk pojawiał się również za kierownicą samochodów GT. Zakończył mistrzostwa Audi R8 LMS Cup China na dziewiątej pozycji, a w klasie GT3 mistrzostw GT Asia był 28. Stanął na najniższym stopniu podium wyścigu Malaysia Merdeka Endurance Race.

## Wyniki

### Podsumowanie
| Sezon | Seria                                                        | Zespół              | Wyścigi | Zwycięstwa | PP | NO | Podium | Punkty | Pozycja |
| ----- | ------------------------------------------------------------ | ------------------- | ------- | ---------- | -- | -- | ------ | ------ | ------- |
| 2013  | Alpejska Formuła Renault 2.0                                 | Prema Junior        | 2       | 0          | 0  | 0  | 0      | 2      | 27      |
| 2013  | Formula Masters China Series                                 | Eurasia Motorsport  | 18      | 0          | 0  | 1  | 4      | 128    | 5       |
| 2013  | Formula Masters China Series - Macau Grand Prix Invitational | Eurasia Motorsport  | 1       | 0          | 0  | 0  | 0      | N/A    | 7       |
| 2014  | Formula Masters China Series                                 | Eurasia Motorsport  | 18      | 5          | 2  | 6  | 12     | 187    | 2       |
| 2014  | Audi R8 LMS Cup China                                        | Audi Hong Kong Team | 12      | 0          | 0  | 1  | 1      | 61     | 9       |
| 2014  | GT Asia - GT3                                                | Absolute Racing     | 2       | 0          | 0  | 0  | 0      | 22     | 28      |
| 2014  | Malaysia Merdeka Endurance Race - GT3                        | Absolute Racing     | 1       | 0          | 0  | 0  | 1      | N/A    | 3       |
| 2014  | Malaysia Merdeka Endurance Race - Overall                    | Absolute Racing     | 1       | 0          | 0  | 0  | 1      | N/A    | 3       |